# Overslingeland
Overslingeland est un hameau qui fait partie de la commune de Molenlanden dans la province néerlandaise de Hollande-Méridionale.